# Peucaea
Peucaea – rodzaj ptaków z rodziny pasówek (Passerellidae).

## Występowanie
Rodzaj obejmuje gatunki występujące w Ameryce Północnej (włącznie z Centralną).

## Morfologia
Długość ciała 12–19,5 cm, masa ciała 8,9–44,7 g.

## Systematyka

### Etymologia
Nazwa rodzajowa pochodzi od greckiego słowa πευκη peukē – „sosna”.

### Gatunek typowy
Peucaea bachmanii Audubon

### Podział systematyczny
Takson wyodrębniony ostatnio z Aimophila. Do rodzaju należą następujące gatunki:
- Peucaea sumichrasti (Lawrence, 1871) – polniczek rudosterny
- Peucaea carpalis Coues, 1873 – polniczek rdzawoskrzydły
- Peucaea ruficauda (Bonaparte, 1853) – polniczek paskogłowy
- Peucaea humeralis (Cabanis, 1851) – polniczek białogardły
- Peucaea mystacalis (Hartlaub, 1852) – polniczek wąsaty
- Peucaea botterii (P.L. Sclater, 1858) – polniczek preriowy
- Peucaea cassinii (Woodhouse, 1852) – polniczek szary
- Peucaea aestivalis (M.H.C. Lichtenstein, 1823) – polniczek płowy